# Grzegorz Halama Oklasky
Grzegorz Halama Oklasky – polski kabaret, którego założycielem jest Grzegorz Halama. Wraz z nim, do 2019 roku występował Jarosław Jaros, poza tym w dalszej przeszłości członkiem kabaretu był także Marek Grabie.

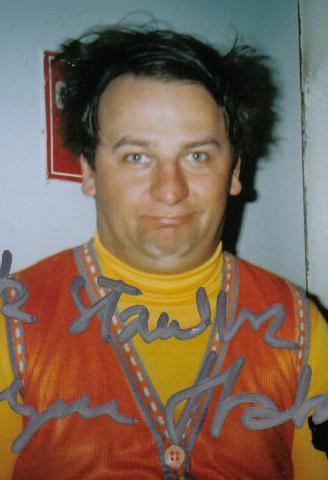
Grzegorz Halama

## Nagrody i wyróżnienia
2005
- Nagroda Jury - VI Festiwal Dobrego Humoru, Gdańsk
- I miejsce na Rybnickiej Jesieni Kabaretowej - Ryjek

2003
- Grand Prix im. prof. Ludwika Sempolińskiego - IV Ogólnopolski Festiwal Sztuki Estradowej

1998
- I miejsce na Rybnickiej Jesieni Kabaretowej - Ryjek

1996
- Nagroda im. Andrzeja Waligórskiego - ANDRZEJ'96

1995
- Nagroda Specjalna Programu III Polskiego Radia
- Nagroda Radia Kielce
- I miejsce – Festiwal PaKA w Krakowie
- II miejsce – Festiwal Piosenki Studenckiej, Kraków
- I miejsce – Przegląd Piosenki Studenckiej TARTAK, Warszawa
- I miejsce – Przegląd Piosenki Kabaretowej OSPA
- Grand Prix - Lato Kabaretowe „Mulatka”, Ełk